# Praha XIII

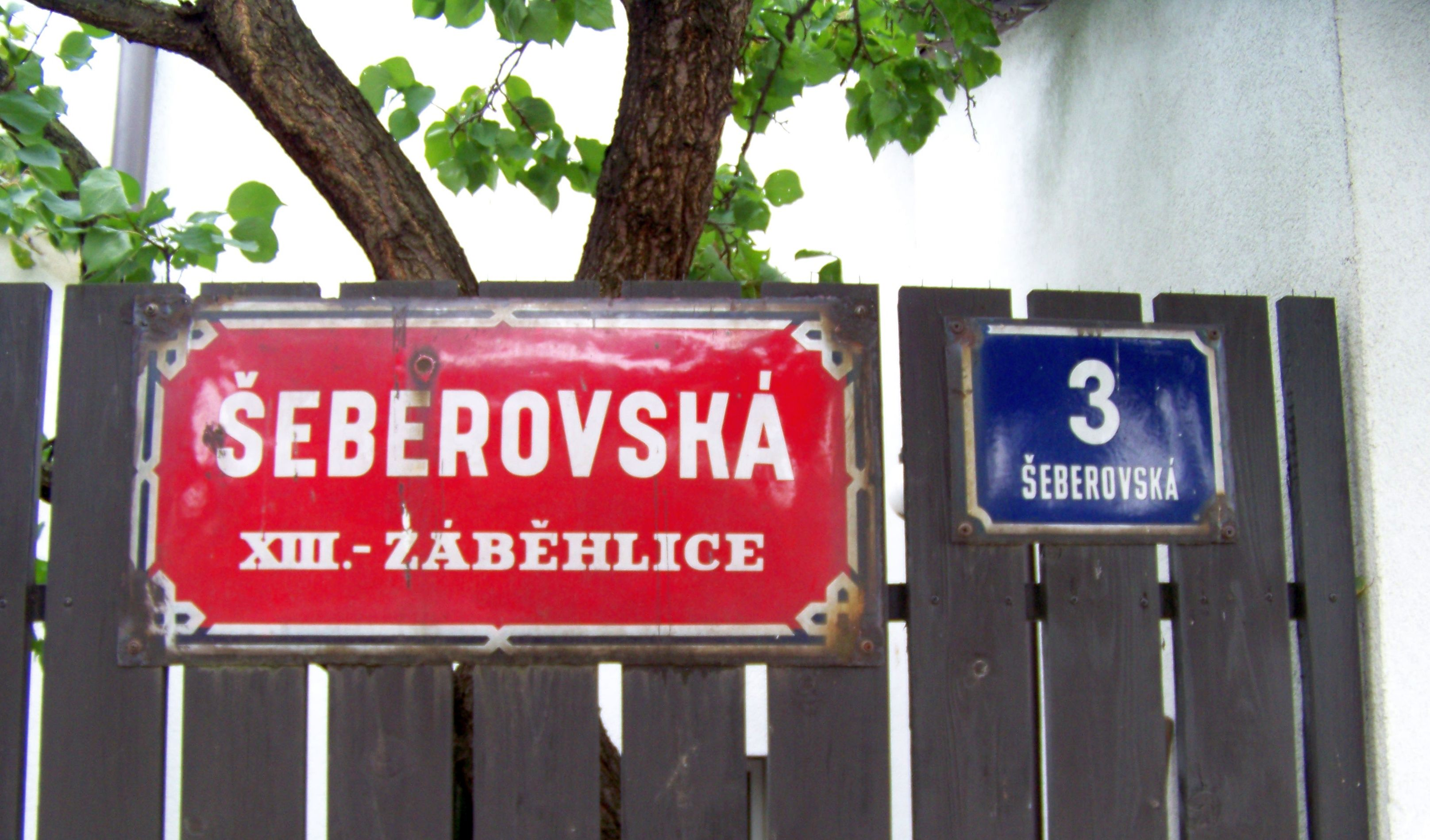
Historická tabule označení názvu ulice v záběhlické osadě Trnkov (při okraji Strašnic)

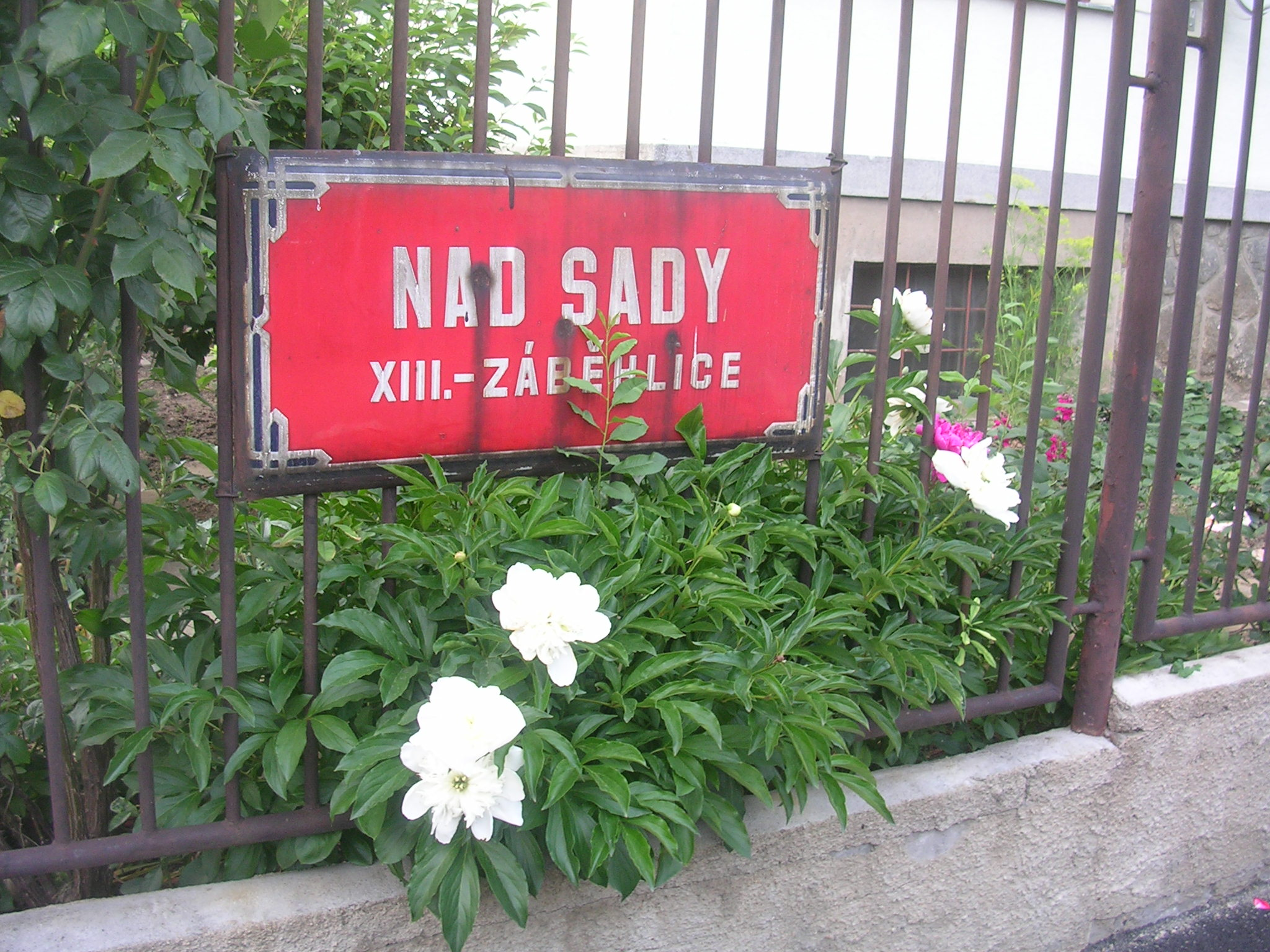
Historická tabule označení názvu ulice v ulici Nad sady na Spořilově

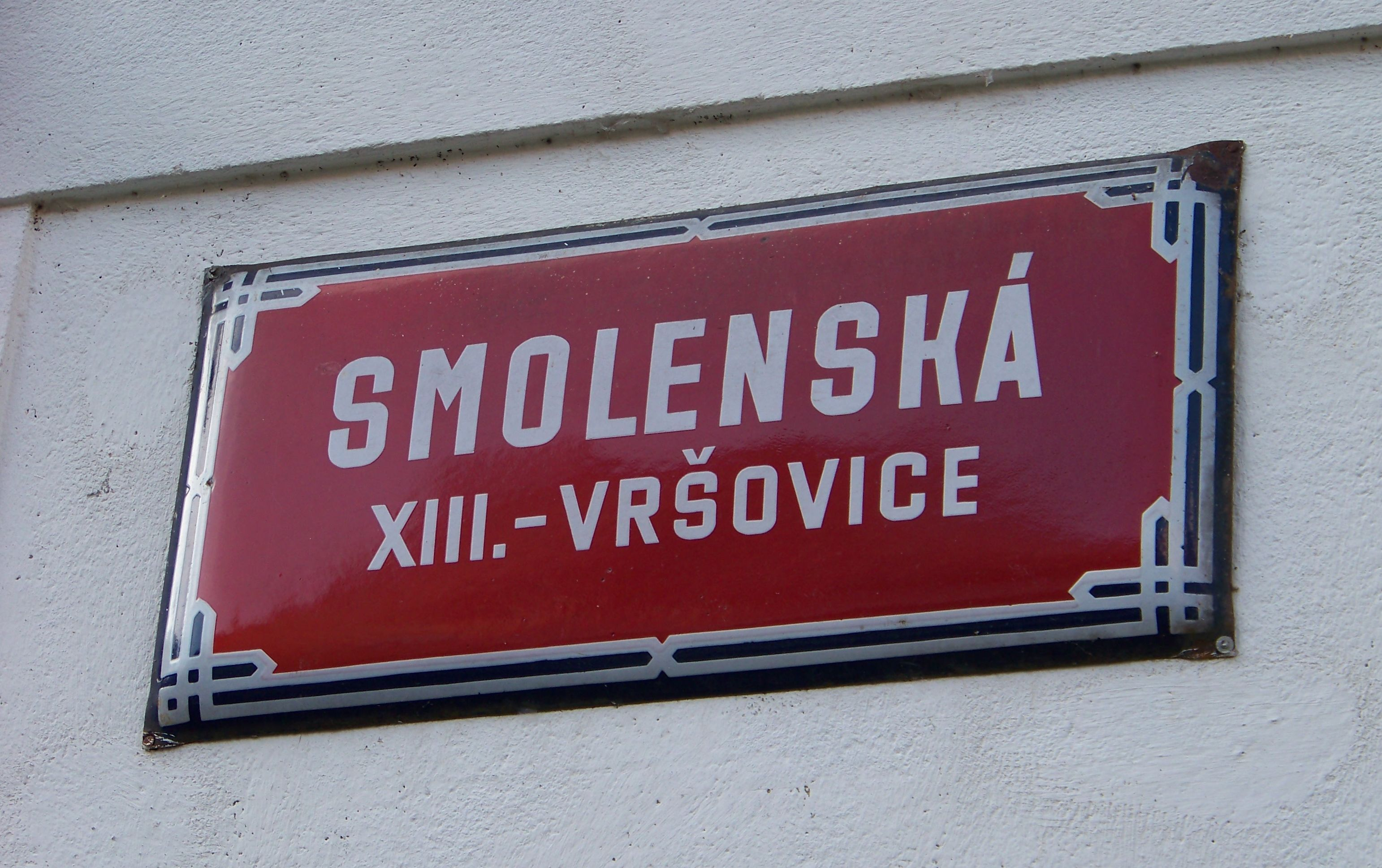
Označení Smolenské ulice ve Vršovicích

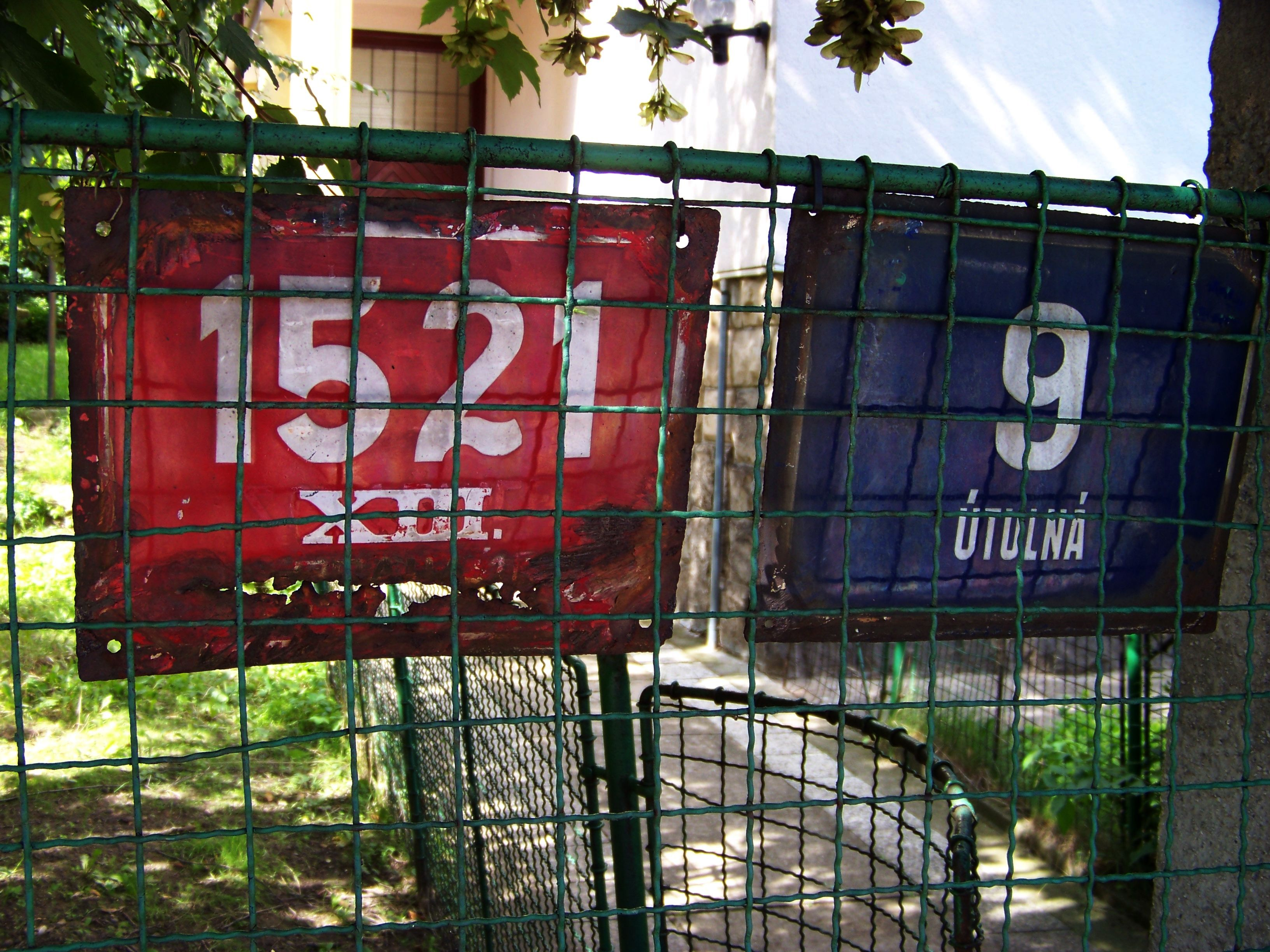
Stará domovní čísla v Útulné ulici ve Strašnicích

Praha XIII bylo v letech 1923–1947 označení městského obvodu Velké Prahy, tvořeného územím bývalého města Vršovice a bývalých obcí Záběhlice a Hostivař (bez osad Milíčov a Háje) z dosavadního vinohradského okresu a bývalé obce Staré Strašnice (včetně osady Nové Strašnice) z dosavadního žižkovského okresu, v letech 1947–1949 části tohoto území. Všechna tato území byla připojená k Praze 1. ledna 1922 na základě zákona č. 114/1920 Sb. z. a n. Jako volební obvod byla Praha XIII vymezená vládním nařízením č. 7/1923 Sb. s účinností ode dne vyhlášení 17. ledna 1923. 
Na základě vládního nařízení 187/1947 Sb, účinného od 14. listopadu 1947, byl dosavadní obvod Praha XIII rozdělen na dva obvody. Název dosavadního obvodu se rozšířil o název sídelní čtvrti obvodu, tedy na Praha XIII – Vršovice, a v obvodu zůstaly pouze Vršovice a část Záběhlic (bez Zahradního Města). Zbytek původního obvodu (Staré Strašnice, Hostivař, část Záběhlic s názvem Zahradní Město) byl vyčleněn jako nový obvod Praha XX – Strašnice. Šlo o historicky první změnu číslování pražských obvodů (do té doby byly jen připojovány nové části Prahy, ale číslování již připojených částí se nikdy neměnilo); zároveň šlo i o první případ, kdy jedno katastrální území bylo rozděleno do více městských obvodů. 
Obvody XIII i XX byly zrušeny k 1. dubnu 1949, kdy byla Praha vládním nařízením č. 79/1949 Sb. rozčleněna novou správní reformou na 16 městských obvodů číslovaných arabskými číslicemi. Dosavadní obvod Praha XIII – Vršovice byl přeměněn v nový obvod Praha 13, přičemž k Vršovicím a části Záběhlic přibyla ještě část Michle (Bohdalec). Dosavadní obvod Praha XX – Strašnice byl přeměněn v nový obvod Praha 10, který obsahoval navíc Malešice. Od 11. dubna 1960 zákon č. 36/1960 Sb. vymezil v Praze 10 obvodů. S výjimkou části Záběhlic (Spořilova), který připadl do obvodu Praha 4, připadlo celé území obvodů  XIII a XX do nového obvodu Praha 10. Zákon č. 418/1990 Sb., o hlavním městě Praze, s účinností od 24. listopadu 1990 začlenil Vršovice, Záběhlice (bez Spořilova), Strašnice i Hostivař do městské části Praha 10 a Spořilov do městské části Praha 4. Od 1. ledna 1995 byla Hostivař převedena do městské části Praha 15. Toto rozdělení potvrdil i  Statut hlavního města Prahy (vyhláška hl. m. Prahy č. 55/2000 Sb. HMP) s účinností od 1. července 2001. 